# 10176 Gaiavettori
A 10176 Gaiavettori (ideiglenes jelöléssel 1996 CW7) a Naprendszer kisbolygóövében található aszteroida. M. Tombelli és  U. Munari fedezte fel 1996. február 14-én.